# Krešimir Stanić
Krešimir Stanić, nacido en Croacia, 6 de marzo de 1985), futbolista croata, nacionalizado suizo. Juega de delantero y su equipo actual es FC Zürich.

## Selección nacional
Ha sido internacional con la Selección nacional de fútbol de Suiza Sub-21.
- Datos: Q686166